# Мунькова, Светлана Владимировна
Светлана Владимировна Мунькова (до замужества — Рубан) (23 мая 1965, Ташкент, Узбекская ССР, СССР) — узбекистанская легкоатлетка, выступавшая в прыжках в высоту. Чемпионка летних Азиатских игр 1994 года, серебряный призёр чемпионата Азии 1993 года. Участвовала в летних Олимпийских играх 1996 года.

## Биография
Светлана Мунькова родилась 23 мая 1965 года в Ташкенте.
Представляла Узбекистан на международных соревнованиях по лёгкой атлетике.
В 1993 году завоевала серебряную медаль на чемпионате Азии в Маниле, показав результат 1,92 метра и уступив по количеству попыток победительнице — Светлане Залевской из Казахстана.
В 1994 году завоевала золотую медаль летних Азиатских игр в Хиросиме, прыгнув на 1,92 метра и взяв реванш у Залевской, которая уступила 3 сантиметра.
В 1995 году на чемпионате мира в помещении в Барселоне не попала в финал с результатом 1,80 метра, поделив 23-26-е места. На чемпионате мира в Гётеборге снова не пробилась в финал (1,85), поделив 15-16-е места в своей квалификационной группе.
В 1996 году вошла в состав сборной Узбекистана на летних Олимпийских играх в Атланте. В квалификации с первой попытки прыгнула на 1,75 метра, с третьей взяла 1,80 метра, но не смогла преодолеть планку на 1,85 метра, заняв в итоге 28-е место и уступив 13 сантиметров победительнице — Инге Бабаковой из Украины.
Живёт в Самаре, работает тренером по плаванию.

## Личные рекорды
- Прыжки в высоту — 1,94 (17 мая 1988, Алма-Ата)[4]
- Прыжки в высоту (в помещении) — 1,80 (10 марта 1995, Барселона)[4]